# Patti (ort i Indien, Punjab)
Patti är en ort i Indien.   Den ligger i distriktet Tarn Taran och delstaten Punjab, i den norra delen av landet, 400 km nordväst om huvudstaden New Delhi. Patti ligger 219 meter över havet och antalet invånare är 37 087.
Terrängen runt Patti är mycket platt. Runt Patti är det tätbefolkat, med 383 invånare per kvadratkilometer. Det finns inga andra samhällen i närheten. Trakten runt Patti består till största delen av jordbruksmark.